# Anneli Drecker
Anneli Marian Drecker (Tromsø, 12 febbraio 1969) è una cantante e attrice norvegese.
È la cantante del gruppo di musica dream pop/eterea/emotronica/folk metafisica Bel Canto, formatosi nel 1986 sempre nella città di Tromsø, che continua ad essere attivo dopo oltre 20 anni di carriera e con all'attivo 7 album pubblicati.
All'attività con il gruppo ha affiancato una carriera solista che l'ha portata a realizzare 2 album, Tundra nel 2000 e Frolic nel 2005, ha inoltre collaborato con molti altri artisti tra cui: Jah Wobble, Hector Zazou, Ketil Bjørnstad, Simon Raymonde, Mental Overdrive, Jan Bang, Furuholmen & Bjerkestrand, Motorpsycho e molti altri.
La canzone Sparks che appare nel album Melody A.M. dei Röyksopp è cantata e co-scritta da lei. Nell'autunno del 2005 ha seguito il duo norvegese nel loro tour europeo come vocalist.
Inoltre ha seguito sempre come corista gli A-ha durante il loro tour "Minor Earth, Major Sky". Appare nel DVD live del concerto da Vallhall e nell'album live How Can I Sleep with your Voice in My Head.
Nel 2003/04 ha fatto parte della giuria nel programma TV Idol, versione norvegese di Pop Idol. Ha anche recitato in alcuni film e in teatro.

## Discografia

### Solista
- (2000) Tundra
- (2005) Frolic